# Николишин Юрій Ігорович

Документ про присвоєння Юрієві Николишину звання «Заслужений працівник культури України».

Юрій Ігорович Николишин (нар. 25 грудня 1968, Львів) — український письменник, фотограф, видавець, кандидат економічних наук, громадський діяч. Засновник видавництва «Апріорі».

## Біографія
Юрій Николишин народився 25 грудня 1968 року у Львові. 1986 року здобув середню освіту (Приозерськ, Джезказганська область, Казахстан). У 1992 році закінчив економічний факультет Львівського державного університету імені Івана Франка, у 1997 році — аспірантуру Інституту регіональних досліджень Академії наук України. 25 грудня 1997 року захистив кандидатську дисертацію на тему «Економічний механізм міжнародного регіонального співробітництва». Відтоді працював викладачем Львівської Політехніки.
2002 року Юрій Николишин заснував і очолив (директор) львівське книжкове видавництво «Апріорі», у доробку якого — понад 1000 назв видань, зокрема мистецькі книги й фотоальбоми — переможці відомих форумів і конкурсів: Галина Тихобаєва й Ірина Криворучко, «Соломія Крушельницька. Міста і Слава» (відзначена гран-прі Львівського форуму видавців 2010 року); Галина Стельмащук, «Головні убори українців» (названа найкращою книгою року в Україні і відзначена премією Президента України, 2016 р.); Христина Пеленська, «Образ Івана Мазепи у французькому мистецтві романтизму» (посіла найвищий ступінь у Всеукраїнському книжковому рейтингу, 2018 р.); Оксана Гайова і Михайло Перун, «На скелі віри. Митрополит Андрей Шептицький», 2019. 2015 року Юрій Николишин заснував видавництво «Література і мистецтво» (початкова назва журналу «Дзвін»). Від 2016 — офіційний власник і видавець літературно-мистецького часопису «Дзвін». У 2017-му Юрій Николишин заснував громадську організацію «Україна-Апріорі», яка реалізовує культурні проєкти на території України.
Перша літературна публікація Юрія Николишина — в часописі «Літературний Львів» під псевдонімом Григорій Грудень (1993 р., у рамках організованого ним Всеукраїнського конкурсу молодих прозаїків за підтримки Міжнародного фонду «Відродження»). Автор-упорядник книг-фотоальбомів «Елегії Львова» (вийшла друком 2003 р. вісьмома мовами, перевидавалася дев'ять разів загальним накладом понад 200 тисяч примірників), «Віч-на-віч зі Львовом», «Велич Карпат», «Мандруємо Львівщиною», «Благословенний Львів», «Феномен Львова», «Сакральний Львів» та інших. Автор роману-монологу «Стара при надії» (2002 р., перевидавався під назвою «Львівська пані» і під псевдонімом Юрко Сангал), роману-есе «Бота-фікс» (2014 р., посів перше місце на літературному конкурсі імені Ірини Вільде), роман «Там, де живе душа. Ель-сільбо Канар» (2017 р., переможець літературного конкурсу імені Богдана Лепкого), книжка кумедних історій із реального життя «Звідки росте борода» і мистецько-нарисова книга «Кохана жінка» (обидві — 2020 р.). Нагороджений Почесною грамотою Верховної Ради України «За заслуги перед українським народом» (2018). Заслужений працівник культури України (з 2019 року).

## Твори

Грамота Верховної Ради України

- «Стара при надії» (під псевдонімом Юрко Сангал, у 2020-му перевидано під назвою «Львівська пані»), 2002;
- «Елегії Львова», 2003;
- «Феномен Львова», 2011;
- «Львів. Путівник», 2011;
- «Велич Карпат», 2012;
- «Мандруймо Львівщиною. Замки, палаци, сакральна архітектура», 2013;
- «Львів сакральний», 2013;
- «Галичина. Земля львівська», 2013;
- «Благословенне місто Львів», 2014;
- «Бота-фікс», 2014;
- «Львів. Місто, що надихає», 2016;
- «Усе про Карпати», 2016;
- «Віч-на-віч зі Львовом», 2017;
- «Там, де живе душа. Ель-сільбо Канар», 2017;
- «Мандруймо Львівщиною», 2019;
- «Мальовнича Львівщина», 2020;
- «Звідки росте борода», 2020;
- «Кохана жінка», 2020;
- «Очеретяні серафими», 2022.

## Нагороди і відзнаки
- 2014 — Грамота Верховної Ради України;
- 2014 — перша премія на літературному конкурсі імені Ірини Вільде (за роман «Бота-фікс»);
- 2017 — переможець літературного конкурсу імені Богдана Лепкого (за роман «Там, де живе душа. Ель-сільбо Канар»);
- 2018 — Почесна грамота Верховної Ради України «За заслуги перед українським народом»;
- 2019 — звання «Заслужений працівник культури України».